# Devil May Cry
Devil May Cry je franšíza městské fantasy akčních adventur vytvořená Hidekim Kamijou, kterou vyvíjí a vydává především společnost Capcom.

## Synopse videoher
Série se soustředí na lovce démonů Danteho a jeho boj proti démonickým invazím na Zemi.

## Hratelnost
Hratelnost je založena na soubojích, kde se hráč snaží tvořit co nejdelší řetězce útoků, vyhýbat se poškození a ukázat stylový boj – ten je následně hodnocen spolu s časem a počtem sebraných a použitých předmětů.

## Hlavní videohry
- Devil May Cry – akční adventura z roku 2001, kterou vyvinula a vydala společnost Capcom.
- Devil May Cry 2 – akční adventura z roku 2003, kterou vyvinula a vydala společnost Capcom.
- Devil May Cry 3: Dante's Awakening – akční adventura z roku 2005, kterou vyvinula a vydala společnost Capcom.[1]
- Devil May Cry 4 – akční adventura z roku 2008, kterou vyvinula a vydala společnost Capcom.
- DmC: Devil May Cry – akční adventura z roku 2013, kterou vyvinula společnost Ninja Theory a vydala společnost Capcom.[2]
- Devil May Cry 5 – akční adventura z roku 2019, kterou vyvinula a vydala společnost Capcom.[3]

## Ohlasy
Série Devil May Cry je celosvětově úspěšná, přičemž se jí prodalo více než 32 miliónů kopií. Její úspěch vedl ke vzniku komiksů, novelizací, dvou animovaných seriálů, průvodců, divadelních her, sběratelských předmětů a různých akčních figurek.